# Tennisti primi in classifica ATP
I tennisti primi in classifica ATP sono gli atleti che dominano la classifica meritocratica dei tennisti professionisti iscritti al circuito dell'Association of Tennis Professionals.

## Sistema
Il sistema di calcolo del ranking ATP si basa sui risultati ottenuti nei tornei a cui si prende parte. Per esempio, aggiudicarsi un determinato torneo comporta un determinato numero di punti (a seconda dell'importanza del torneo), il finalista perdente riceverà un punteggio leggermente inferiore del vincitore, i semifinalisti riceveranno un punteggio inferiore a quello del finalista perdente e così via. Ogni punteggio conquistato rimane in classifica per 52 settimane (1 anno), passate queste viene tolto al giocatore. Questa regola è indispensabile se si vuole che la classifica sia mobile e risponda all'effettivo valore attuale dei giocatori. La classifica è aggiornata settimanalmente.
Il sistema si differenzia notevolmente dal sistema Elo usato nel mondo degli scacchi ed è stato alla base dell'elaborazione per il sistema FIVB world ranking. Il sistema Elo prevede il crescere o il diminuire del punteggio di un giocatore in base agli scontri diretti con gli altri giocatori, il giocatore acquista o perde punti a seconda del risultato della partita e della differenza di punteggio tra lui e l'avversario.
L'ATP ha introdotto questa classifica mondiale nel 1973, e da allora 29 giocatori sono riusciti a raggiungere la prima posizione in classifica. Va però ricordato che sin dall'Ottocento esistevano delle classifiche, che però venivano redatte dai più competenti giornalisti del settore e non vengono calcolate dall'ATP.
- Novak Đjoković detiene il record di settimane totali come numero uno del ranking ATP: 428.
- Roger Federer detiene il record di settimane consecutive da numero uno della classifica ATP: 237, tra il 2 febbraio 2004 e il 17 agosto 2008.
- Novak Đjoković detiene il record di stagioni totali terminate da numero uno del ranking ATP: 8. Nel 2011, 2012, 2014, 2015, 2018, 2020, 2021 e 2023.
- Pete Sampras detiene il record di stagioni consecutive terminate da numero uno del ranking ATP: 6. Dal 1993 al 1998.

## Lista di numeri 1
Segue l'elenco dei giocatori che hanno ricoperto la prima posizione nel Ranking mondiale dell'ATP. Sono elencati in grassetto i record e l'attuale detentore.
Aggiornato al 18 agosto 2025
| Paese                     | Nome                     | Inizio            | Fine              | Settimane | Totale settimane |
| ------------------------- | ------------------------ | ----------------- | ----------------- | --------- | ---------------- |
| Romania (bandiera)        | Ilie Năstase (1)         | 23 agosto 1973    | 2 giugno 1974     | 40        | 40               |
| Australia (bandiera)      | John Newcombe (2)        | 3 giugno 1974     | 28 luglio 1974    | 8         | 8                |
| Stati Uniti (bandiera)    | Jimmy Connors (3)        | 29 luglio 1974    | 22 agosto 1977    | 160       | 160              |
| Svezia (bandiera)         | Björn Borg (4)           | 23 agosto 1977    | 29 agosto 1977    | 1         | 1                |
| Stati Uniti (bandiera)    | Jimmy Connors            | 30 agosto 1977    | 8 aprile 1979     | 84        | 244              |
| Svezia (bandiera)         | Björn Borg               | 9 aprile 1979     | 20 maggio 1979    | 6         | 7                |
| Stati Uniti (bandiera)    | Jimmy Connors            | 21 maggio 1979    | 8 luglio 1979     | 7         | 251              |
| Svezia (bandiera)         | Björn Borg               | 9 luglio 1979     | 2 marzo 1980      | 34        | 41               |
| Stati Uniti (bandiera)    | John McEnroe (5)         | 3 marzo 1980      | 23 marzo 1980     | 3         | 3                |
| Svezia (bandiera)         | Björn Borg               | 24 marzo 1980     | 10 agosto 1980    | 20        | 61               |
| Stati Uniti (bandiera)    | John McEnroe             | 11 agosto 1980    | 17 agosto 1980    | 1         | 4                |
| Svezia (bandiera)         | Björn Borg               | 18 agosto 1980    | 5 luglio 1981     | 46        | 107              |
| Stati Uniti (bandiera)    | John McEnroe             | 6 luglio 1981     | 19 luglio 1981    | 2         | 6                |
| Svezia (bandiera)         | Björn Borg               | 20 luglio 1981    | 2 agosto 1981     | 2         | 109              |
| Stati Uniti (bandiera)    | John McEnroe             | 3 agosto 1981     | 12 settembre 1982 | 58        | 64               |
| Stati Uniti (bandiera)    | Jimmy Connors            | 13 settembre 1982 | 31 ottobre 1982   | 7         | 258              |
| Stati Uniti (bandiera)    | John McEnroe             | 1 novembre 1982   | 7 novembre 1982   | 1         | 65               |
| Stati Uniti (bandiera)    | Jimmy Connors            | 8 novembre 1982   | 14 novembre 1982  | 1         | 259              |
| Stati Uniti (bandiera)    | John McEnroe             | 15 novembre 1982  | 30 gennaio 1983   | 11        | 76               |
| Stati Uniti (bandiera)    | Jimmy Connors            | 31 gennaio 1983   | 6 febbraio 1983   | 1         | 260              |
| Stati Uniti (bandiera)    | John McEnroe             | 7 febbraio 1983   | 13 febbraio 1983  | 1         | 77               |
| Stati Uniti (bandiera)    | Jimmy Connors            | 14 febbraio 1983  | 27 febbraio 1983  | 2         | 262              |
| Cecoslovacchia (bandiera) | Ivan Lendl (6)           | 28 febbraio 1983  | 15 maggio 1983    | 11        | 11               |
| Stati Uniti (bandiera)    | Jimmy Connors            | 16 maggio 1983    | 5 giugno 1983     | 3         | 265              |
| Stati Uniti (bandiera)    | John McEnroe             | 6 giugno 1983     | 12 giugno 1983    | 1         | 78               |
| Stati Uniti (bandiera)    | Jimmy Connors            | 13 giugno 1983    | 3 luglio 1983     | 3         | 268              |
| Stati Uniti (bandiera)    | John McEnroe             | 4 luglio 1983     | 30 ottobre 1983   | 17        | 95               |
| Cecoslovacchia (bandiera) | Ivan Lendl               | 31 ottobre 1983   | 11 dicembre 1983  | 6         | 17               |
| Stati Uniti (bandiera)    | John McEnroe             | 12 dicembre 1983  | 8 gennaio 1984    | 4         | 99               |
| Cecoslovacchia (bandiera) | Ivan Lendl               | 9 gennaio 1984    | 11 marzo 1984     | 9         | 26               |
| Stati Uniti (bandiera)    | John McEnroe             | 12 marzo 1984     | 10 giugno 1984    | 13        | 112              |
| Cecoslovacchia (bandiera) | Ivan Lendl               | 11 giugno 1984    | 17 giugno 1984    | 1         | 27               |
| Stati Uniti (bandiera)    | John McEnroe             | 18 giugno 1984    | 8 luglio 1984     | 3         | 115              |
| Cecoslovacchia (bandiera) | Ivan Lendl               | 9 luglio 1984     | 12 agosto 1984    | 5         | 32               |
| Stati Uniti (bandiera)    | John McEnroe             | 13 agosto 1984    | 18 agosto 1985    | 53        | 168              |
| Cecoslovacchia (bandiera) | Ivan Lendl               | 19 agosto 1985    | 25 agosto 1985    | 1         | 33               |
| Stati Uniti (bandiera)    | John McEnroe             | 26 agosto 1985    | 8 settembre 1985  | 2         | 170              |
| Cecoslovacchia (bandiera) | Ivan Lendl               | 9 settembre 1985  | 11 settembre 1988 | 157       | 190              |
| Svezia (bandiera)         | Mats Wilander (7)        | 12 settembre 1988 | 28 gennaio 1989   | 20        | 20               |
| Cecoslovacchia (bandiera) | Ivan Lendl               | 30 gennaio 1989   | 12 agosto 1990    | 80        | 270              |
| Svezia (bandiera)         | Stefan Edberg (8)        | 13 agosto 1990    | 27 gennaio 1991   | 24        | 24               |
| Germania (bandiera)       | Boris Becker (9)         | 28 gennaio 1991   | 17 febbraio 1991  | 3         | 3                |
| Svezia (bandiera)         | Stefan Edberg            | 18 febbraio 1991  | 7 luglio 1991     | 20        | 44               |
| Germania (bandiera)       | Boris Becker             | 8 luglio 1991     | 8 settembre 1991  | 9         | 12               |
| Svezia (bandiera)         | Stefan Edberg            | 9 settembre 1991  | 9 febbraio 1992   | 22        | 66               |
| Stati Uniti (bandiera)    | Jim Courier (10)         | 10 febbraio 1992  | 22 marzo 1992     | 6         | 6                |
| Svezia (bandiera)         | Stefan Edberg            | 23 marzo 1992     | 12 aprile 1992    | 3         | 69               |
| Stati Uniti (bandiera)    | Jim Courier              | 13 aprile 1992    | 13 settembre 1992 | 22        | 28               |
| Svezia (bandiera)         | Stefan Edberg            | 14 settembre 1992 | 4 ottobre 1992    | 3         | 72               |
| Stati Uniti (bandiera)    | Jim Courier              | 5 ottobre 1992    | 11 aprile 1993    | 27        | 55               |
| Stati Uniti (bandiera)    | Pete Sampras (11)        | 12 aprile 1993    | 22 agosto 1993    | 19        | 19               |
| Stati Uniti (bandiera)    | Jim Courier              | 23 agosto 1993    | 12 settembre 1993 | 3         | 58               |
| Stati Uniti (bandiera)    | Pete Sampras             | 13 settembre 1993 | 9 aprile 1995     | 82        | 101              |
| Stati Uniti (bandiera)    | Andre Agassi (12)        | 10 aprile 1995    | 5 novembre 1995   | 30        | 30               |
| Stati Uniti (bandiera)    | Pete Sampras             | 6 novembre 1995   | 28 gennaio 1996   | 12        | 113              |
| Stati Uniti (bandiera)    | Andre Agassi             | 29 gennaio 1996   | 11 febbraio 1996  | 2         | 32               |
| Austria (bandiera)        | Thomas Muster (13)       | 12 febbraio 1996  | 18 febbraio 1996  | 1         | 1                |
| Stati Uniti (bandiera)    | Pete Sampras             | 19 febbraio 1996  | 10 marzo 1996     | 3         | 116              |
| Austria (bandiera)        | Thomas Muster            | 11 marzo 1996     | 13 aprile 1996    | 5         | 6                |
| Stati Uniti (bandiera)    | Pete Sampras             | 14 aprile 1996    | 29 marzo 1998     | 102       | 218              |
| Cile (bandiera)           | Marcelo Ríos (14)        | 30 marzo 1998     | 26 aprile 1998    | 4         | 4                |
| Stati Uniti (bandiera)    | Pete Sampras             | 27 aprile 1998    | 9 agosto 1998     | 15        | 233              |
| Cile (bandiera)           | Marcelo Ríos             | 10 agosto 1998    | 23 agosto 1998    | 2         | 6                |
| Stati Uniti (bandiera)    | Pete Sampras             | 24 agosto 1998    | 14 marzo 1999     | 29        | 262              |
| Spagna (bandiera)         | Carlos Moyá (15)         | 15 marzo 1999     | 28 marzo 1999     | 2         | 2                |
| Stati Uniti (bandiera)    | Pete Sampras             | 29 marzo 1999     | 2 maggio 1999     | 5         | 267              |
| Russia (bandiera)         | Evgenij Kafel'nikov (16) | 3 maggio 1999     | 13 giugno 1999    | 6         | 6                |
| Stati Uniti (bandiera)    | Pete Sampras             | 14 giugno 1999    | 4 luglio 1999     | 3         | 270              |
| Stati Uniti (bandiera)    | Andre Agassi             | 5 luglio 1999     | 25 luglio 1999    | 3         | 35               |
| Australia (bandiera)      | Patrick Rafter (17)      | 26 luglio 1999    | 1º agosto 1999    | 1         | 1                |
| Stati Uniti (bandiera)    | Pete Sampras             | 2 agosto 1999     | 12 settembre 1999 | 6         | 276              |
| Stati Uniti (bandiera)    | Andre Agassi             | 13 settembre 1999 | 10 settembre 2000 | 52        | 87               |
| Stati Uniti (bandiera)    | Pete Sampras             | 11 settembre 2000 | 19 novembre 2000  | 10        | 286              |
| Russia (bandiera)         | Marat Safin (18)         | 20 novembre 2000  | 3 dicembre 2000   | 2         | 2                |
| Brasile (bandiera)        | Gustavo Kuerten (19)     | 4 dicembre 2000   | 28 gennaio 2001   | 8         | 8                |
| Russia (bandiera)         | Marat Safin              | 29 gennaio 2001   | 25 febbraio 2001  | 4         | 6                |
| Brasile (bandiera)        | Gustavo Kuerten          | 26 febbraio 2001  | 1º aprile 2001    | 5         | 13               |
| Russia (bandiera)         | Marat Safin              | 2 aprile 2001     | 22 aprile 2001    | 3         | 9                |
| Brasile (bandiera)        | Gustavo Kuerten          | 23 aprile 2001    | 18 novembre 2001  | 30        | 43               |
| Australia (bandiera)      | Lleyton Hewitt (20)      | 19 novembre 2001  | 27 aprile 2003    | 75        | 75               |
| Stati Uniti (bandiera)    | Andre Agassi             | 28 aprile 2003    | 11 maggio 2003    | 2         | 89               |
| Australia (bandiera)      | Lleyton Hewitt           | 12 maggio 2003    | 15 giugno 2003    | 5         | 80               |
| Stati Uniti (bandiera)    | Andre Agassi             | 16 giugno 2003    | 7 settembre 2003  | 12        | 101              |
| Spagna (bandiera)         | Juan Carlos Ferrero (21) | 8 settembre 2003  | 2 novembre 2003   | 8         | 8                |
| Stati Uniti (bandiera)    | Andy Roddick (22)        | 3 novembre 2003   | 1º febbraio 2004  | 13        | 13               |
| Svizzera (bandiera)       | Roger Federer (23)       | 2 febbraio 2004   | 17 agosto 2008    | 237       | 237              |
| Spagna (bandiera)         | Rafael Nadal (24)        | 18 agosto 2008    | 5 luglio 2009     | 46        | 46               |
| Svizzera (bandiera)       | Roger Federer            | 6 luglio 2009     | 6 giugno 2010     | 48        | 285              |
| Spagna (bandiera)         | Rafael Nadal             | 7 giugno 2010     | 3 luglio 2011     | 56        | 102              |
| Serbia (bandiera)         | Novak Đoković (25)       | 4 luglio 2011     | 8 luglio 2012     | 53        | 53               |
| Svizzera (bandiera)       | Roger Federer            | 9 luglio 2012     | 4 novembre 2012   | 17        | 302              |
| Serbia (bandiera)         | Novak Đoković            | 5 novembre 2012   | 6 ottobre 2013    | 48        | 101              |
| Spagna (bandiera)         | Rafael Nadal             | 7 ottobre 2013    | 6 luglio 2014     | 39        | 141              |
| Serbia (bandiera)         | Novak Đoković            | 7 luglio 2014     | 6 novembre 2016   | 122       | 223              |
| Regno Unito (bandiera)    | Andy Murray (26)         | 7 novembre 2016   | 20 agosto 2017    | 41        | 41               |
| Spagna (bandiera)         | Rafael Nadal             | 21 agosto 2017    | 18 febbraio 2018  | 26        | 167              |
| Svizzera (bandiera)       | Roger Federer            | 19 febbraio 2018  | 1 aprile 2018     | 6         | 308              |
| Spagna (bandiera)         | Rafael Nadal             | 2 aprile 2018     | 13 maggio 2018    | 6         | 173              |
| Svizzera (bandiera)       | Roger Federer            | 14 maggio 2018    | 20 maggio 2018    | 1         | 309              |
| Spagna (bandiera)         | Rafael Nadal             | 21 maggio 2018    | 17 giugno 2018    | 4         | 177              |
| Svizzera (bandiera)       | Roger Federer            | 18 giugno 2018    | 24 giugno 2018    | 1         | 310              |
| Spagna (bandiera)         | Rafael Nadal             | 25 giugno 2018    | 4 novembre 2018   | 19        | 196              |
| Serbia (bandiera)         | Novak Đoković            | 5 novembre 2018   | 3 novembre 2019   | 52        | 275              |
| Spagna (bandiera)         | Rafael Nadal             | 4 novembre 2019   | 2 febbraio 2020   | 13        | 209              |
| Serbia (bandiera)         | Novak Đoković            | 3 febbraio 2020   | 27 febbraio 2022  | 86        | 361              |
| Russia (bandiera)         | Daniil Medvedev (27)     | 28 febbraio 2022  | 20 marzo 2022     | 3         | 3                |
| Serbia (bandiera)         | Novak Đoković            | 21 marzo 2022     | 12 giugno 2022    | 12        | 373              |
| Russia (bandiera)         | Daniil Medvedev          | 13 giugno 2022    | 11 settembre 2022 | 13        | 16               |
| Spagna (bandiera)         | Carlos Alcaraz (28)      | 12 settembre 2022 | 29 gennaio 2023   | 20        | 20               |
| Serbia (bandiera)         | Novak Đoković            | 30 gennaio 2023   | 19 marzo 2023     | 7         | 380              |
| Spagna (bandiera)         | Carlos Alcaraz           | 20 marzo 2023     | 2 aprile 2023     | 2         | 22               |
| Serbia (bandiera)         | Novak Đoković            | 3 aprile 2023     | 21 maggio 2023    | 7         | 387              |
| Spagna (bandiera)         | Carlos Alcaraz           | 22 maggio 2023    | 11 giugno 2023    | 3         | 25               |
| Serbia (bandiera)         | Novak Đoković            | 12 giugno 2023    | 25 giugno 2023    | 2         | 389              |
| Spagna (bandiera)         | Carlos Alcaraz           | 26 giugno 2023    | 10 settembre 2023 | 11        | 36               |
| Serbia (bandiera)         | Novak Đoković            | 11 settembre 2023 | 9 giugno 2024     | 39        | 428              |
| Italia (bandiera)         | Jannik Sinner (29)       | 10 giugno 2024    |                   | 63        | 63               |

## Settimane al nº 1 all-time
Segue la lista completa dei 29 giocatori che abbiano occupato per almeno una settimana la vetta del ranking ATP.
In grassetto sono contrassegnati i giocatori attualmente in attività.
Aggiornato al 18 agosto 2025.
Totale
| Posiz | Naz                    | Nome                | Settimane |
| ----- | ---------------------- | ------------------- | --------- |
| 1.    | Serbia (bandiera)      | Novak Đoković       | 428       |
| 2.    | Svizzera (bandiera)    | Roger Federer       | 310       |
| 3.    | Stati Uniti (bandiera) | Pete Sampras        | 286       |
| 4.    | Rep. Ceca (bandiera)   | Ivan Lendl          | 270       |
| 5.    | Stati Uniti (bandiera) | Jimmy Connors       | 268       |
| 6.    | Spagna (bandiera)      | Rafael Nadal        | 209       |
| 7.    | Stati Uniti (bandiera) | John McEnroe        | 170       |
| 8.    | Svezia (bandiera)      | Björn Borg          | 109       |
| 9.    | Stati Uniti (bandiera) | Andre Agassi        | 101       |
| 10.   | Australia (bandiera)   | Lleyton Hewitt      | 80        |
| 11.   | Svezia (bandiera)      | Stefan Edberg       | 72        |
| 12.   | Italia (bandiera)      | Jannik Sinner       | 63        |
| 13.   | Stati Uniti (bandiera) | Jim Courier         | 58        |
| 14.   | Brasile (bandiera)     | Gustavo Kuerten     | 43        |
| 15.   | Regno Unito (bandiera) | Andy Murray         | 41        |
| 16.   | Romania (bandiera)     | Ilie Năstase        | 40        |
| 17.   | Spagna (bandiera)      | Carlos Alcaraz      | 36        |
| 18.   | Svezia (bandiera)      | Mats Wilander       | 20        |
| 19.   | Russia (bandiera)      | Daniil Medvedev     | 16        |
| 20.   | Stati Uniti (bandiera) | Andy Roddick        | 13        |
| 21.   | Germania (bandiera)    | Boris Becker        | 12        |
| 22.   | Russia (bandiera)      | Marat Safin         | 9         |
| 23.   | Australia (bandiera)   | John Newcombe       | 8         |
| 23.   | Spagna (bandiera)      | Juan Carlos Ferrero | 8         |
| 25.   | Austria (bandiera)     | Thomas Muster       | 6         |
| 25.   | Cile (bandiera)        | Marcelo Ríos        | 6         |
| 25.   | Russia (bandiera)      | Yevgeny Kafelnikov  | 6         |
| 28.   | Spagna (bandiera)      | Carlos Moyá         | 2         |
| 29.   | Australia (bandiera)   | Patrick Rafter      | 1         |

Consecutive
| Posiz                               | Paese                  | Nome              | Settimane |
| ----------------------------------- | ---------------------- | ----------------- | --------- |
| 1.                                  | Svizzera (bandiera)    | Roger Federer     | 237       |
| 2.                                  | Stati Uniti (bandiera) | Jimmy Connors     | 160       |
| 3.                                  | Rep. Ceca (bandiera)   | Ivan Lendl        | 157       |
| 4.                                  | Serbia (bandiera)      | Novak Đoković     | 122       |
| 5.                                  | Stati Uniti (bandiera) | Pete Sampras      | 102       |
| 6.                                  | Serbia (bandiera)      | Novak Đoković (2) | 86        |
| 7.                                  | Stati Uniti (bandiera) | Jimmy Connors (2) | 84        |
| 8.                                  | Stati Uniti (bandiera) | Pete Sampras (2)  | 82        |
| 9.                                  | Rep. Ceca (bandiera)   | Ivan Lendl (2)    | 80        |
| 10.                                 | Australia (bandiera)   | Lleyton Hewitt    | 75        |
| 11.                                 | Italia (bandiera)      | Jannik Sinner     | 63        |
| 12.                                 | Stati Uniti (bandiera) | John McEnroe      | 58        |
| 13.                                 | Spagna (bandiera)      | Rafael Nadal      | 56        |
| 14.                                 | Stati Uniti (bandiera) | John McEnroe (2)  | 53        |
| 14.                                 | Serbia (bandiera)      | Novak Đoković (3) | 53        |
| 16.                                 | Stati Uniti (bandiera) | André Agassi      | 52        |
| 16.                                 | Serbia (bandiera)      | Novak Đoković (4) | 52        |
| * = almeno 50 settimane consecutive |                        |                   |           |

## Fine anno al nº 1

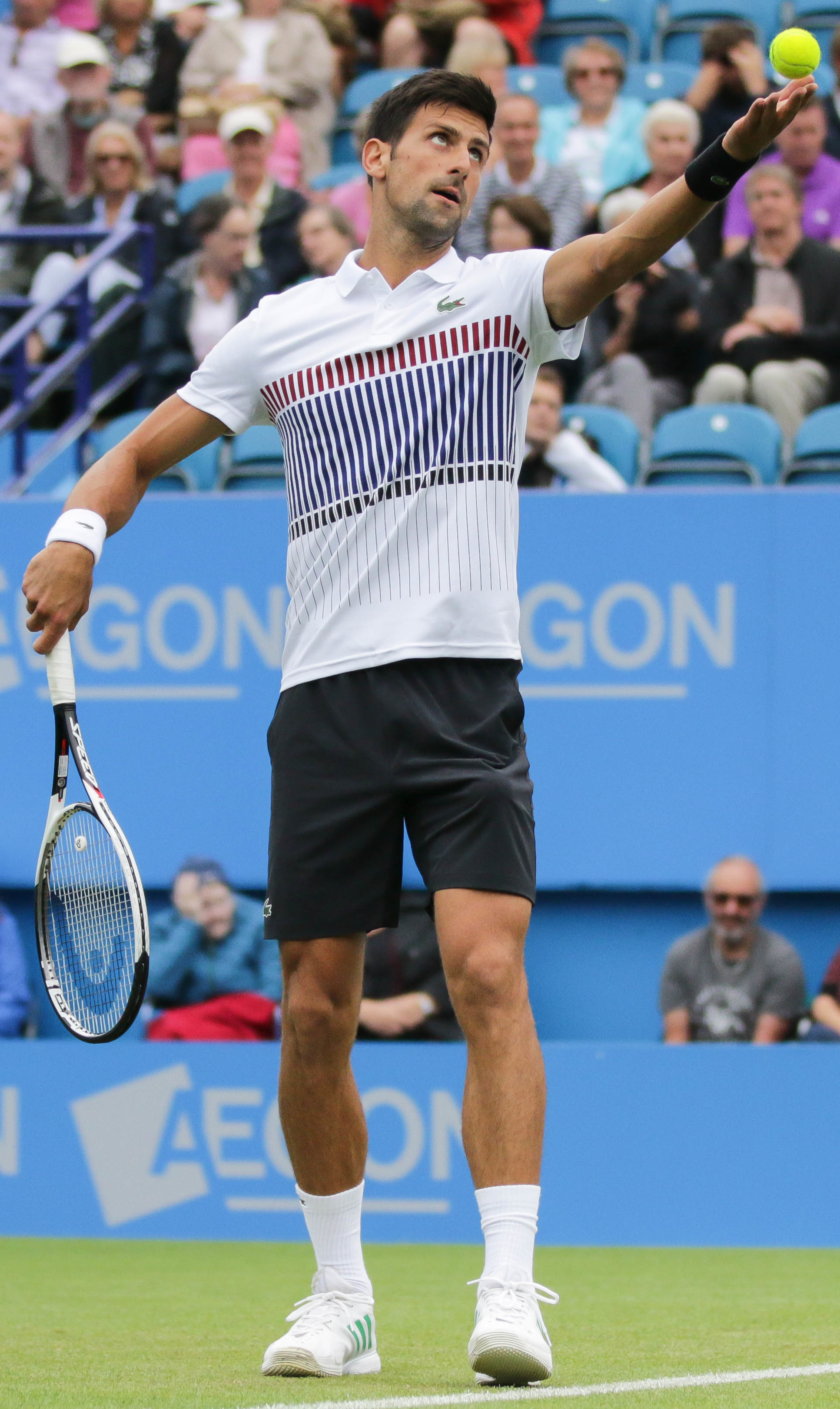
Novak Đjokovic detiene il record di 8 anni conclusi da nº 1 al mondo

| Posiz | Naz                       | Nome            | Volte |
| ----- | ------------------------- | --------------- | ----- |
| 1.    | Serbia (bandiera)         | Novak Đoković   | 8     |
| 2.    | Stati Uniti (bandiera)    | Pete Sampras    | 6     |
| 3.    | Svizzera (bandiera)       | Roger Federer   | 5     |
| 3.    | Spagna (bandiera)         | Rafael Nadal    | 5     |
| 3.    | Stati Uniti (bandiera)    | Jimmy Connors   | 5     |
| 6.    | Cecoslovacchia (bandiera) | Ivan Lendl      | 4     |
| 6.    | Stati Uniti (bandiera)    | John McEnroe    | 4     |
| 8.    | Svezia (bandiera)         | Björn Borg      | 2     |
| 8.    | Svezia (bandiera)         | Stefan Edberg   | 2     |
| 8.    | Australia (bandiera)      | Lleyton Hewitt  | 2     |
| 11.   | Romania (bandiera)        | Ilie Năstase    | 1     |
| 11.   | Svezia (bandiera)         | Mats Wilander   | 1     |
| 11.   | Stati Uniti (bandiera)    | Jim Courier     | 1     |
| 11.   | Stati Uniti (bandiera)    | Andre Agassi    | 1     |
| 11.   | Brasile (bandiera)        | Gustavo Kuerten | 1     |
| 11.   | Stati Uniti (bandiera)    | Andy Roddick    | 1     |
| 11.   | Regno Unito (bandiera)    | Andy Murray     | 1     |
| 11.   | Spagna (bandiera)         | Carlos Alcaraz  | 1     |
| 11.   | Italia (bandiera)         | Jannik Sinner   | 1     |

| Anno | Naz                       | Nome               |
| ---- | ------------------------- | ------------------ |
| 1973 | Romania (bandiera)        | Ilie Năstase       |
| 1974 | Stati Uniti (bandiera)    | Jimmy Connors      |
| 1975 | Stati Uniti (bandiera)    | Jimmy Connors (2)  |
| 1976 | Stati Uniti (bandiera)    | Jimmy Connors (3)  |
| 1977 | Stati Uniti (bandiera)    | Jimmy Connors (4)  |
| 1978 | Stati Uniti (bandiera)    | Jimmy Connors (5)  |
| 1979 | Svezia (bandiera)         | Björn Borg         |
| 1980 | Svezia (bandiera)         | Björn Borg (2)     |
| 1981 | Stati Uniti (bandiera)    | John McEnroe       |
| 1982 | Stati Uniti (bandiera)    | John McEnroe (2)   |
| 1983 | Stati Uniti (bandiera)    | John McEnroe (3)   |
| 1984 | Stati Uniti (bandiera)    | John McEnroe (4)   |
| 1985 | Cecoslovacchia (bandiera) | Ivan Lendl         |
| 1986 | Cecoslovacchia (bandiera) | Ivan Lendl (2)     |
| 1987 | Cecoslovacchia (bandiera) | Ivan Lendl (3)     |
| 1988 | Svezia (bandiera)         | Mats Wilander      |
| 1989 | Cecoslovacchia (bandiera) | Ivan Lendl (4)     |
| 1990 | Svezia (bandiera)         | Stefan Edberg      |
| 1991 | Svezia (bandiera)         | Stefan Edberg (2)  |
| 1992 | Stati Uniti (bandiera)    | Jim Courier        |
| 1993 | Stati Uniti (bandiera)    | Pete Sampras       |
| 1994 | Stati Uniti (bandiera)    | Pete Sampras (2)   |
| 1995 | Stati Uniti (bandiera)    | Pete Sampras (3)   |
| 1996 | Stati Uniti (bandiera)    | Pete Sampras (4)   |
| 1997 | Stati Uniti (bandiera)    | Pete Sampras (5)   |
| 1998 | Stati Uniti (bandiera)    | Pete Sampras (6)   |
| 1999 | Stati Uniti (bandiera)    | Andre Agassi       |
| 2000 | Brasile (bandiera)        | Gustavo Kuerten    |
| 2001 | Australia (bandiera)      | Lleyton Hewitt     |
| 2002 | Australia (bandiera)      | Lleyton Hewitt (2) |
| 2003 | Stati Uniti (bandiera)    | Andy Roddick       |
| 2004 | Svizzera (bandiera)       | Roger Federer      |
| 2005 | Svizzera (bandiera)       | Roger Federer (2)  |
| 2006 | Svizzera (bandiera)       | Roger Federer (3)  |
| 2007 | Svizzera (bandiera)       | Roger Federer (4)  |
| 2008 | Spagna (bandiera)         | Rafael Nadal       |
| 2009 | Svizzera (bandiera)       | Roger Federer (5)  |
| 2010 | Spagna (bandiera)         | Rafael Nadal (2)   |
| 2011 | Serbia (bandiera)         | Novak Đokovic      |
| 2012 | Serbia (bandiera)         | Novak Đokovic (2)  |
| 2013 | Spagna (bandiera)         | Rafael Nadal (3)   |
| 2014 | Serbia (bandiera)         | Novak Đokovic (3)  |
| 2015 | Serbia (bandiera)         | Novak Đokovic (4)  |
| 2016 | Regno Unito (bandiera)    | Andy Murray        |
| 2017 | Spagna (bandiera)         | Rafael Nadal (4)   |
| 2018 | Serbia (bandiera)         | Novak Đokovic (5)  |
| 2019 | Spagna (bandiera)         | Rafael Nadal (5)   |
| 2020 | Serbia (bandiera)         | Novak Đokovic (6)  |
| 2021 | Serbia (bandiera)         | Novak Đokovic (7)  |
| 2022 | Spagna (bandiera)         | Carlos Alcaraz     |
| 2023 | Serbia (bandiera)         | Novak Đokovic (8)  |
| 2024 | Italia (bandiera)         | Jannik Sinner      |

## Riconoscimento del ranking mondiale ATP
Il ranking mondiale ATP fu introdotto per la prima volta nel 1973; tuttavia è soltanto dal 2000 che l'ATP assegna il riconoscimento per il nº 1 del ranking mondiale di fine anno.
In particolare nel periodo 2000-2008 venne assegnato come ATP Race No. 1 Trophy, il cui punteggio era ottenuto combinando quello dell'ATP Race con il ranking mondiale ATP di fine stagione.
| Anno | Naz                    | Nome               |
| ---- | ---------------------- | ------------------ |
| 2000 | Brasile (bandiera)     | Gustavo Kuerten    |
| 2001 | Australia (bandiera)   | Lleyton Hewitt     |
| 2002 | Australia (bandiera)   | Lleyton Hewitt (2) |
| 2003 | Stati Uniti (bandiera) | Andy Roddick       |
| 2004 | Svizzera (bandiera)    | Roger Federer      |
| 2005 | Svizzera (bandiera)    | Roger Federer (2)  |
| 2006 | Svizzera (bandiera)    | Roger Federer (3)  |
| 2007 | Svizzera (bandiera)    | Roger Federer (4)  |
| 2008 | Spagna (bandiera)      | Rafael Nadal       |
| 2009 | Svizzera (bandiera)    | Roger Federer (5)  |
| 2010 | Spagna (bandiera)      | Rafael Nadal (2)   |
| 2011 | Serbia (bandiera)      | Novak Đokovic      |
| 2012 | Serbia (bandiera)      | Novak Đokovic (2)  |
| 2013 | Spagna (bandiera)      | Rafael Nadal (3)   |
| 2014 | Serbia (bandiera)      | Novak Đokovic (3)  |
| 2015 | Serbia (bandiera)      | Novak Đokovic (4)  |
| 2016 | Regno Unito (bandiera) | Andy Murray        |
| 2017 | Spagna (bandiera)      | Rafael Nadal (4)   |
| 2018 | Serbia (bandiera)      | Novak Đokovic (5)  |
| 2019 | Spagna (bandiera)      | Rafael Nadal (5)   |
| 2020 | Serbia (bandiera)      | Novak Đokovic (6)  |
| 2021 | Serbia (bandiera)      | Novak Đokovic (7)  |
| 2022 | Spagna (bandiera)      | Carlos Alcaraz     |
| 2023 | Serbia (bandiera)      | Novak Đokovic (8)  |
| 2024 | Italia (bandiera)      | Jannik Sinner      |